# Middelheim Museum
Middelheim Museum, Openluchtmuseum voor beeldhouwkunst Middelheim, är ett skulpturmuseum och en 30 hektar stor skulpturpark i Antwerpen i Belgien.
Middelheimmuseet har ungefär 400 verk från början av 1900-talet och framåt. Utomhus, i skulpturparken, finns omkring 215 skulpturer, av bland andra Auguste Rodin, Rik Wouters, Henry Moore, Juan Muñoz, Carl Andre, Panamarenko (född 1940), Franz West och Erwin Wurm. Parkens ursprung är en internationell utställning som Amsterdams stad anordnade 1950 i Middelheimparken.
Museets paviljong ritades av Renaat Braem (1910-2001), byggdes 1971 och där ställs ut mer ömtåliga skulpturer av bland andra Alberto Giacometti, Jean Arp och Wim Delvoye (född 1965). Framför paviljongen finns en fontän av Philippe Van Snick (född 1946). Från paviljongen sträcker sig ett 750 meter långt stråk genom parken, förbi slottet Middelheim över gatan Middelheimlaan till blomsterträdgården Hortiflora, vilken införlivades i Middelsheim Museum 2012.

## Urval av verk
- Carl Andre: 74 Weathering Way
- Hans Arp: Schalenboom, 1947-54
- Stig Blomberg: Badande barn, 1935
- Antoine Bourdelle: De weerspannige ram, 1909, Heracles Boogschutter, 1909, och Dr. Koeberle, 1914
- Alexander Calder: The Dog, 1958
- Agustín Cárdenas L, 1968
- Tony Cragg: Envelope
- Émile Gilioli: In Heaven, 1954/55
- Dan Graham: Belgian Fun, 2004
- Ingmar Hellgren: Vindarnas tempel III, 1978
- Barbara Hepworth: Cantate Domino, 1958
- Robert Jacobsen: 2-4-6, 1974-77
- Per Kirkeby: Utan titel, 1993
- Harry Kivijärvi: Grande voile], 1968
- Henri Laurens; Océanide, 1933
- Aristide Maillol:  De rivier, 1939-43
- Constantin Meunier: De Zaaier, 1896, och De buildrager, 1898
- Carl Milles : Pegasus, 1949
- Henry Moore: King and Queen, 1952-53
- Auguste Rodin: Balzac, 1892, Bronzen tijdperk, 1880 , och Johannes De Doper, 1880
- Timm Ulrichs: Musterhäuser, Typ Bomarzo, 2001
- Rik Wouters: Het zotte geweld, 1912, och  Huiselijke zorgen, 1913
- Ossip Zadkine: De Phoenix, 1944
- Yasuo Mizui: Vit Flamma, 1975
- Alice Aycock: Leonardo Swirl, 1982

## Fotogalleri

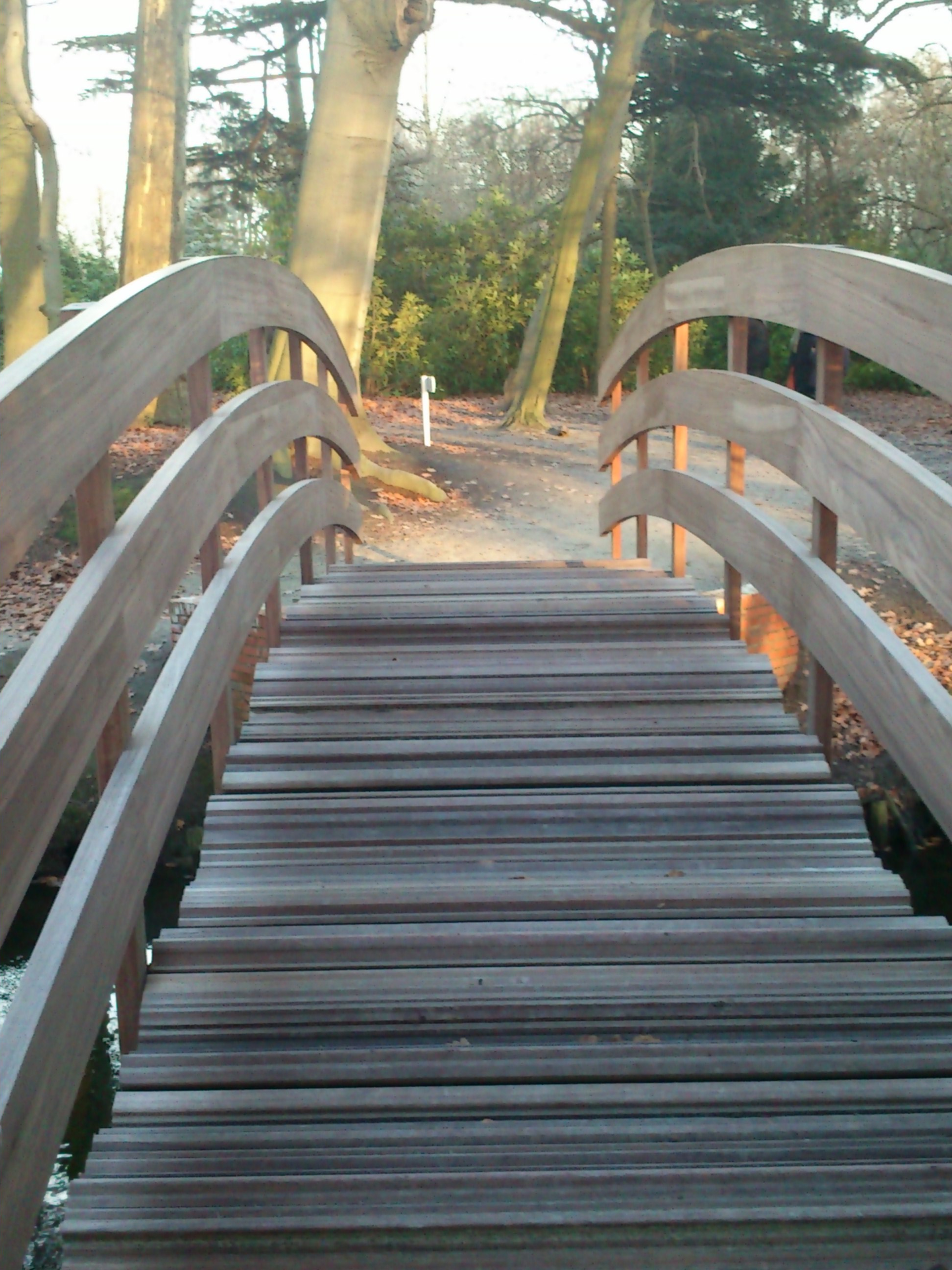
Bro av Ai Weiwei
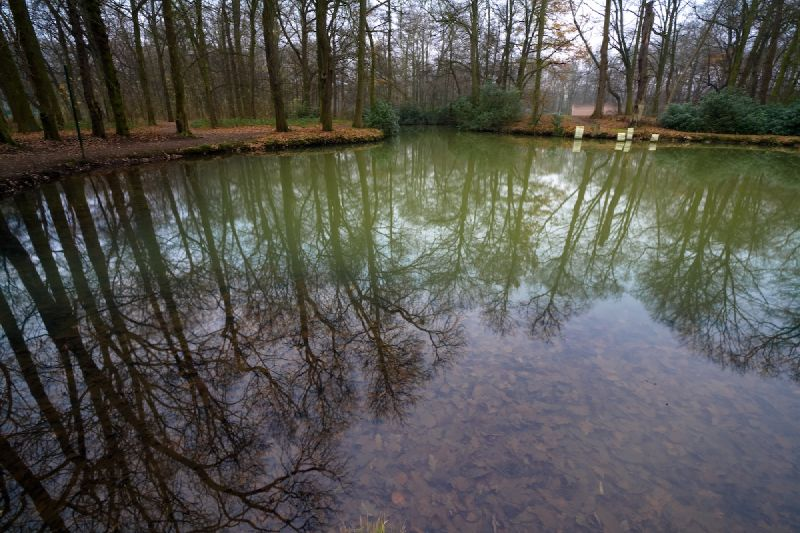
Baigneurs av Luciano Fabro, 1994
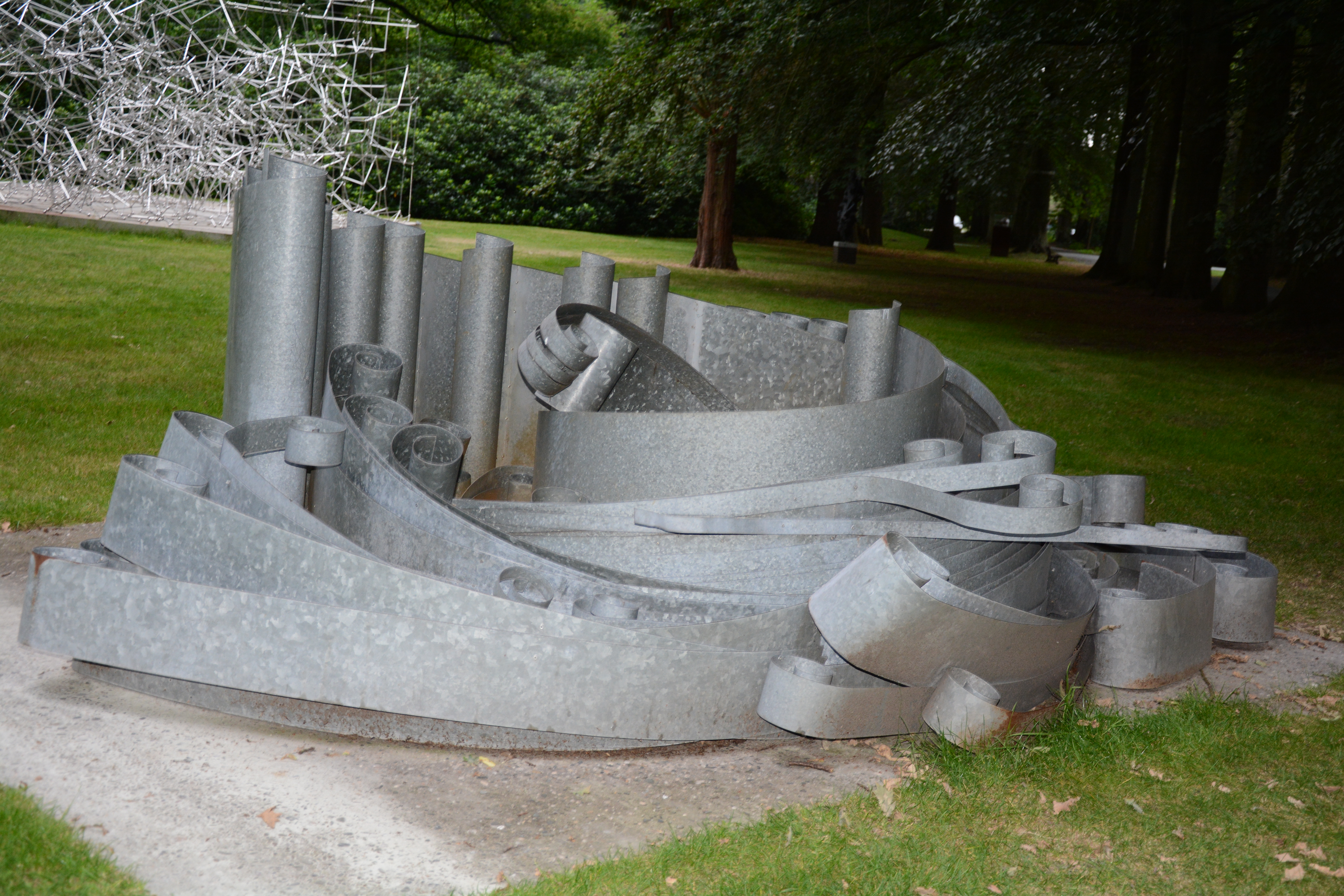
Leonardo Swirl, 1982
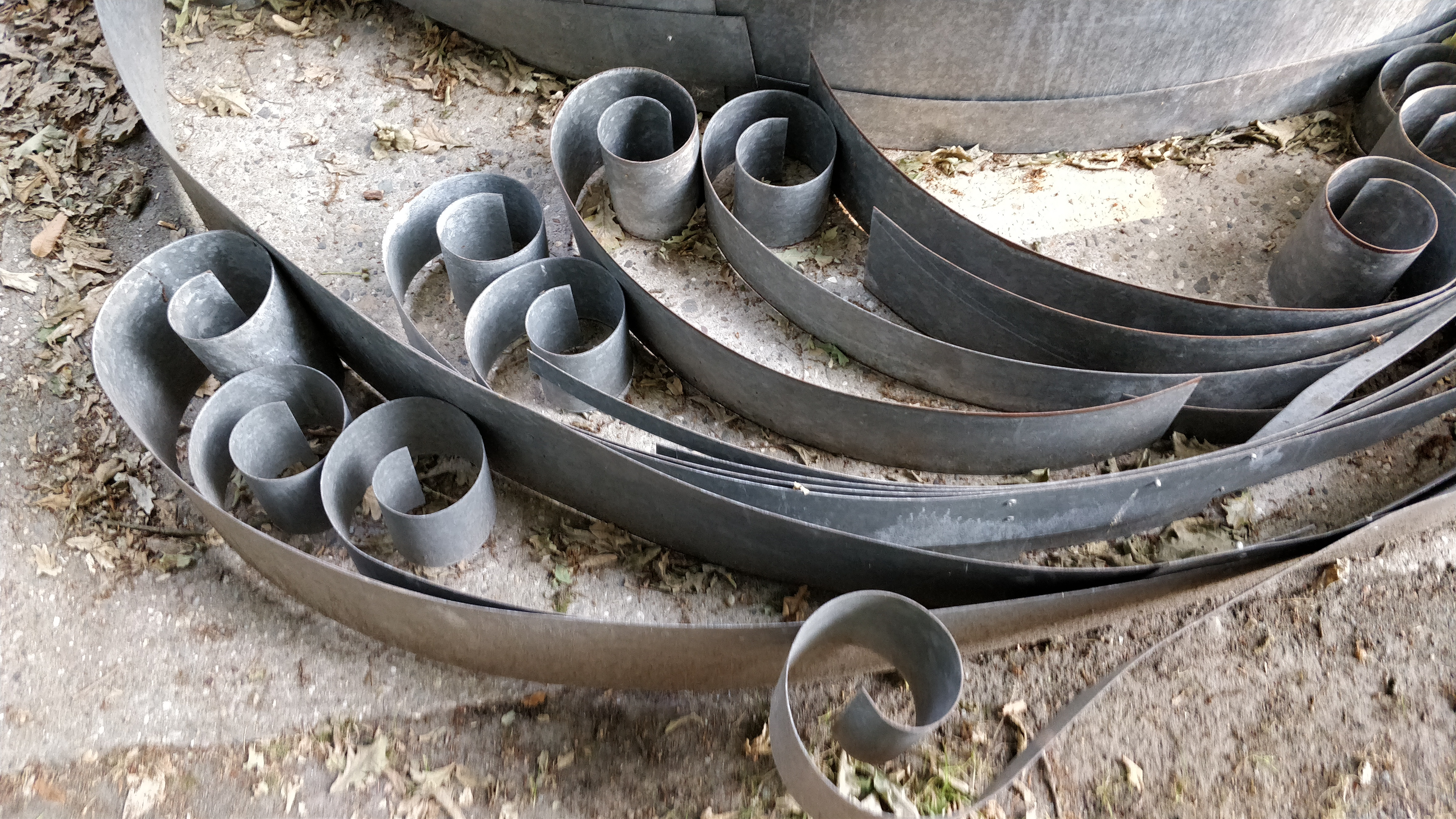
Detalj av Leonardo Swirl